# Призёры чемпионатов мира по биатлону (мужчины)

## Лидеры по количеству золотых медалей
Личные — медали в личных гонках, Командные — медали в командных гонках, эстафетах, смешанных эстафетах, сингл-микстах. Итого — общее количество медалей.
В таблицу включены спортсмены, имеющие как минимум 5 золотых наград. Отсортировано по общему количеству золотых медалей.
| №  | Биатлонист           | Сборная      | Личные | Личные | Личные | Личные | Командные | Командные | Командные | Командные | Итого | Итого | Итого | Итого |
| №  | Биатлонист           | Сборная      | 1      | 2      | 3      | Всего  | 1         | 2         | 3         | Всего     | 1     | 2     | 3     | Всего |
| -- | -------------------- | ------------ | ------ | ------ | ------ | ------ | --------- | --------- | --------- | --------- | ----- | ----- | ----- | ----- |
| 1  | Йоханнес Тиннес Бё   | Норвегия     | 12     | 7      | 3      | 22     | 11        | 7         | 3         | 21        | 23    | 14    | 6     | 43    |
| 2  | Уле-Эйнар Бьёрндален | Норвегия     | 11     | 6      | 9      | 26     | 9         | 8         | 2         | 19        | 20    | 14    | 11    | 45    |
| 3  | Мартен Фуркад        | Франция      | 11     | 4      | 3      | 18     | 2         | 6         | 2         | 10        | 13    | 10    | 5     | 28    |
| 4  | Тарьей Бё            | Норвегия     | 2      | 2      | 7      | 11     | 10        | 5         | 2         | 17        | 12    | 7     | 9     | 28    |
| 5  | Эмиль Хегле Свендсен | Норвегия     | 5      | 3      | 2      | 10     | 7         | 3         | 1         | 11        | 12    | 6     | 3     | 21    |
| 6  | Франк Лук            | ГДР Германия | 3      | 2      | 1      | 6      | 8         | 3         | 3         | 14        | 11    | 5     | 4     | 20    |
| 7  | Александр Тихонов    | СССР         | 5      | 2      | 1      | 8      | 6         | 2         | 1         | 9         | 11    | 4     | 2     | 17    |
| 8  | Рикко Гросс          | Германия     | 4      | 3      | 3      | 10     | 5         | 2         | 3         | 10        | 9     | 5     | 6     | 20    |
| 9  | Франк Ульрих         | ГДР          | 5      | 3      | 0      | 8      | 4         | 1         | 1         | 6         | 9     | 4     | 1     | 14    |
| 10 | Рафаэль Пуаре        | Франция      | 7      | 2      | 5      | 14     | 1         | 1         | 2         | 4         | 8     | 3     | 7     | 18    |
| 11 | Свен Фишер           | Германия     | 2      | 4      | 4      | 10     | 5         | 2         | 3         | 10        | 7     | 6     | 7     | 20    |
| 12 | Стурла Холм Легрейд  | Норвегия     | 3      | 4      | 1      | 8      | 4         | 2         | 0         | 11        | 7     | 6     | 1     | 14    |
| 13 | Марк Кирхнер         | Германия     | 4      | 0      | 0      | 4      | 3         | 1         | 2         | 6         | 7     | 1     | 2     | 10    |
| 14 | Кантен Фийон Майе    | Франция      | 0      | 2      | 6      | 8      | 6         | 3         | 3         | 12        | 6     | 5     | 9     | 20    |
| 15 | Владимир Меланьин    | СССР         | 3      | 0      | 0      | 3      | 3         | 1         | 0         | 4         | 6     | 1     | 0     | 7     |
| 16 | Халвар Ханевольд     | Норвегия     | 1      | 2      | 2      | 6      | 4         | 5         | 2         | 11        | 5     | 7     | 4     | 16    |
| 17 | Арнд Пайффер         | Германия     | 2      | 1      | 0      | 3      | 3         | 5         | 6         | 14        | 5     | 6     | 6     | 17    |
| 18 | Франк-Петер Рёч      | ГДР          | 3      | 2      | 0      | 5      | 2         | 3         | 0         | 5         | 5     | 5     | 0     | 10    |
| 19 | Юрий Кашкаров        | СССР         | 1      | 0      | 1      | 2      | 4         | 3         | 0         | 7         | 5     | 3     | 1     | 9     |
| 20 | Эмильен Жаклен       | Франция      | 2      | 0      | 2      | 4      | 3         | 0         | 3         | 6         | 5     | 0     | 5     | 10    |
| 21 | Вильфрид Палльхубер  | Италия       | 1      | 0      | 0      | 1      | 4         | 0         | 1         | 5         | 5     | 0     | 1     | 6     |

## Индивидуальная гонка 20 км
До 2001 года индивидуальной гонкой назывались две биатлонные дисциплины — современные спринт и собственно сама индивидуальная гонка, однако при этом всегда упоминалась длина её дистанции. Под «индивидуальной гонкой на 20 км» у мужчин или «индивидуальной гонкой на 15 км» у женщин (до 1989 года — «индивидуальной гонкой на 10 км», поскольку до этого времени длина её дистанции у женщин составляла 10 км) подразумевалась собственно сама индивидуальная гонка, а под «индивидуальной гонкой на 10 км» у мужчин или «индивидуальной гонкой на 7,5 км» у женщин (до 1989 года — «индивидуальной гонкой на 5 км», поскольку до этого времени длина её дистанции у женщин составляла 5 км) подразумевалась спринтерская гонка. Иногда до сих пор индивидуальную гонку называют просто «гонкой на 20 км» (у мужчин) или «гонкой на 15 км» (у женщин).
| Год                       | Золото                 | Серебро               | Бронза                |
| ------------------------- | ---------------------- | --------------------- | --------------------- |
| 1958 Зальфельден          | Адольф Виклунд         | Олле Гуннериуссон     | Виктор Бутаков        |
| 1959 Курмайор             | Владимир Меланьин      | Дмитрий Соколов       | Свен Агге             |
| 1961 Умео                 | Калеви Хуусконен       | Александр Привалов    | Пааво Репо            |
| 1962 Хямеэнлинна          | Владимир Меланьин (2)  | Антти Тюрвяйнен       | Валентин Пшеницын     |
| 1963 Зеефельд             | Владимир Меланьин (3)  | Антти Тюрвяйнен       | Ханну Пости           |
| 1965 Эльверум             | Олав Йордет            | Николай Пузанов       | Антти Тюрвяйнен       |
| 1966 Гармиш-Партенкирхен  | Йон Истад              | Юзеф Гонщеница-Собчак | Владимир Гундарцев    |
| 1967 Альтенберг           | Виктор Маматов         | Станислав Шчепаняк    | Йон Истад             |
| 1969 Закопане             | Александр Тихонов      | Ринат Сафин           | Магнар Сольберг       |
| 1970 Эстерсунд            | Александр Тихонов (2)  | Тор Свендсбергет      | Виктор Маматов        |
| 1971 Хямеэнлинна          | Дитер Шпеер            | Александр Тихонов     | Магнар Сольберг       |
| 1973 Лейк-Плэсид          | Александр Тихонов (3)  | Геннадий Ковалёв      | Тор Свендсбергет      |
| 1974 Минск                | Юхани Суутаринен       | Георгий Гарница       | Тор Свендсбергет      |
| 1975 Антерсельва          | Хейкки Икола           | Николай Круглов       | Эско Сайра            |
| 1977 Вингрум              | Хейкки Икола (2)       | Сиглейф Йохансен      | Александр Тихонов     |
| 1978 Хохфильцен           | Одд Лирхус             | Франк Ульрих          | Эберхард Рёш          |
| 1979 Рупольдинг           | Клаус Зиберт           | Александр Тихонов     | Сиглейф Йохансен      |
| 1981 Лахти                | Хейкки Икола (3)       | Франк Ульрих          | Эркки Антила          |
| 1982 Минск                | Франк Ульрих           | Эйрик Квальфосс       | Терье Крукстад        |
| 1983 Антерсельва          | Франк Ульрих (2)       | Франк-Петер Рёч       | Петер Ангерер         |
| 1985 Рупольдинг           | Юрий Кашкаров          | Франк-Петер Рёч       | Тапио Пиппонен        |
| 1986 Хольменколлен        | Валерий Медведцев      | Андре Земиш           | Альфред Эдер          |
| 1987 Лейк-Плэсид          | Франк-Петер Рёч        | Джош Томпсон          | Ян Матоуш             |
| 1989 Файстриц-ан-дер-Драу | Эйрик Квальфосс        | Гисле Фенне           | Фриц Фишер            |
| 1990 Минск                | Валерий Медведцев (2)  | Сергей Чепиков        | Анатолий Жданович     |
| 1991 Лахти                | Марк Кирхнер           | Александр Попов       | Эйрик Квальфосс       |
| 1993 Боровец              | Андреас Цингерле       | Сергей П. Тарасов     | Сергей Чепиков        |
| 1995 Антерсельва          | Томаш Сикора           | Йон Оге Тюллум        | Олег Рыженков         |
| 1996 Рупольдинг           | Сергей П. Тарасов      | Владимир Драчёв       | Вадим Сашурин         |
| 1997 Осрблье              | Рикко Гросс            | Олег Рыженков         | Людвиг Гредлер        |
| 1999 Хольменколлен        | Свен Фишер             | Рикко Гросс           | Вадим Сашурин         |
| 2000 Хольменколлен        | Вольфганг Роттманн     | Людвиг Гредлер        | Франк Лук             |
| 2001 Поклюка              | Пааво Пуурунен         | Вадим Сашурин         | Илмарс Брицис         |
| 2003 Ханты-Мансийск       | Халвар Ханевольд       | Веса Хиеталахти       | Рикко Гросс           |
| 2004 Оберхоф              | Рафаэль Пуаре          | Томаш Сикора          | Уле-Эйнар Бьёрндален  |
| 2005 Хохфильцен           | Роман Достал           | Михаэль Грайс         | Рикко Гросс           |
| 2007 Антерсельва          | Рафаэль Пуаре (2)      | Михаэль Грайс         | Михал Шлезингр        |
| 2008 Эстерсунд            | Эмиль Хегле Свендсен   | Уле-Эйнар Бьёрндален  | Максим Максимов       |
| 2009 Пхёнчхан             | Уле-Эйнар Бьёрндален   | Кристоф Штефан        | Яков Фак              |
| 2011 Ханты-Мансийск       | Тарьей Бё              | Максим Максимов       | Кристоф Зуман         |
| 2012 Рупольдинг           | Яков Фак               | Симон Фуркад          | Ярослав Соукуп        |
| 2013 Нове-Место           | Мартен Фуркад          | Тим Бёрк              | Фредрик Линдстрём     |
| 2015 Контиолахти          | Мартен Фуркад (2)      | Эмиль Хегле Свендсен  | Ондржей Моравец       |
| 2016 Хольменколлен        | Мартен Фуркад (3)      | Доминик Ландертингер  | Симон Эдер            |
| 2017 Хохфильцен           | Лоуэлл Бэйли           | Ондржей Моравец       | Мартен Фуркад         |
| 2019 Эстерсунд            | Арнд Пайффер           | Владимир Илиев        | Тарьей Бё             |
| 2020 Антхольц             | Мартен Фуркад (4)      | Йоханнес Тиннес Бё    | Доминик Ландертингер  |
| 2021 Поклюка              | Стурла Холм Легрейд    | Арнд Пайффер          | Йоханнес Дале         |
| 2023 Оберхоф              | Йоханнес Тиннес Бё     | Стурла Холм Легрейд   | Себастьян Самуэльссон |
| 2024 Нове-Место           | Йоханнес Тиннес Бё (2) | Тарьей Бё             | Бенедикт Долль        |
| 2025 Ленцерхайде          | Эрик Перро             | Томмазо Джакомель     | Кантен Фийон Майе     |

## Спринт 10 км[2]
| Год                       | Золото                   | Серебро              | Бронза                   |
| ------------------------- | ------------------------ | -------------------- | ------------------------ |
| 1974 Минск                | Юхани Суутаринен         | Гюнтер Бартник       | Торстен Вадман           |
| 1975 Антерсельва          | Николай Круглов          | Александр Елизаров   | Клаус Зиберт             |
| 1976 Антерсельва          | Александр Тихонов        | Александр Елизаров   | Николай Круглов          |
| 1977 Вингрум              | Александр Тихонов (2)    | Николай Круглов      | Александр Ушаков         |
| 1978 Хохфильцен           | Франк Ульрих             | Эберхард Рёш         | Клаус Зиберт             |
| 1979 Рупольдинг           | Франк Ульрих (2)         | Одд Лирхус           | Луиджи Вейсс             |
| 1981 Лахти                | Франк Ульрих (3)         | Эркки Антила         | Ивон Мугель              |
| 1982 Минск                | Эйрик Квальфосс          | Франк Ульрих         | Владимир Аликин          |
| 1983 Антерсельва          | Эйрик Квальфосс (2)      | Петер Ангерер        | Альфред Эдер             |
| 1985 Рупольдинг           | Франк-Петер Рёч          | Эйрик Квальфосс      | Йоханн Пасслер           |
| 1986 Хольменколлен        | Валерий Медведцев        | Петер Ангерер        | Франц Шулер              |
| 1987 Лейк-Плэсид          | Франк-Петер Рёч (2)      | Маттиас Якоб         | Андре Земиш              |
| 1989 Файстриц-ан-дер-Драу | Франк Лук                | Эйрик Квальфосс      | Юрий Кашкаров            |
| 1990 Хольменколлен        | Марк Кирхнер             | Эйрик Квальфосс      | Сергей Чепиков           |
| 1991 Лахти                | Марк Кирхнер (2)         | Франк Лук            | Эйрик Квальфосс          |
| 1993 Боровец              | Марк Кирхнер (3)         | Йон Оге Тюллум       | Сергей Тарасов           |
| 1995 Антерсельва          | Патрис Байи-Сален        | Павел Муслимов       | Рикко Гросс              |
| 1996 Рупольдинг           | Владимир Драчёв          | Виктор Майгуров      | Рене Каттаринусси        |
| 1997 Осрблье              | Вильфрид Палльхубер      | Рене Каттаринусси    | Олег Рыженков            |
| 1999 Контиолахти          | Франк Лук                | Патрик Фавр          | Фруде Андресен           |
| 2000 Хольменколлен        | Фруде Андресен           | Павел Ростовцев      | Рене Каттаринусси        |
| 2001 Поклюка              | Павел Ростовцев          | Рене Каттаринусси    | Халвар Ханевольд         |
| 2003 Ханты-Мансийск       | Уле-Эйнар Бьёрндален     | Рикко Гросс          | Зденек Витек             |
| 2004 Оберхоф              | Рафаэль Пуаре            | Рикко Гросс          | Уле-Эйнар Бьёрндален     |
| 2005 Хохфильцен           | Уле-Эйнар Бьёрндален (2) | Свен Фишер           | Илмарс Брицис            |
| 2007 Антерсельва          | Уле-Эйнар Бьёрндален (3) | Михал Шлезингр       | Андрей Дериземля         |
| 2008 Эстерсунд            | Максим Чудов             | Халвар Ханевольд     | Уле-Эйнар Бьёрндален     |
| 2009 Пхёнчхан             | Уле-Эйнар Бьёрндален (4) | Ларс Бергер          | Халвар Ханевольд         |
| 2011 Ханты-Мансийск       | Арнд Пайффер             | Мартен Фуркад        | Тарьей Бё                |
| 2012 Рупольдинг           | Мартен Фуркад            | Эмиль Хегле Свендсен | Карл-Юхан Бергман        |
| 2013 Нове-Место           | Эмиль Хегле Свендсен     | Мартен Фуркад        | Яков Фак                 |
| 2015 Контиолахти          | Йоханнес Тиннес Бё       | Натан Смит           | Тарьей Бё                |
| 2016 Хольменколлен        | Мартен Фуркад (2)        | Уле-Эйнар Бьёрндален | Сергей Семёнов           |
| 2017 Хохфильцен           | Бенедикт Долль           | Йоханнес Тиннес Бё   | Мартен Фуркад            |
| 2019 Эстерсунд            | Йоханнес Тиннес Бё (2)   | Александр Логинов    | Кантен Фийон Майе        |
| 2020 Антхольц             | Александр Логинов        | Кантен Фийон Майе    | Мартен Фуркад            |
| 2021 Поклюка              | Мартин Понсилуома        | Симон Детьё          | Эмильен Жаклен           |
| 2023 Оберхоф              | Йоханнес Тиннес Бё (3)   | Тарьей Бё            | Стурла Холм Легрейд      |
| 2024 Нове-Место           | Стурла Холм Легрейд      | Йоханнес Тиннес Бё   | Ветле Шостад Кристиансен |
| 2025 Ленцерхайде          | Йоханнес Тиннес Бё (4)   | Кэмпбелл Райт        | Кантен Фийон Майе        |

## Гонка преследования 12,5 км
| Год                 | Золото                   | Серебро               | Бронза                   |
| ------------------- | ------------------------ | --------------------- | ------------------------ |
| 1997 Осрблье        | Виктор Майгуров          | Сергей Тарасов        | Уле-Эйнар Бьёрндален     |
| 1998 Поклюка        | Владимир Драчёв          | Уле-Эйнар Бьёрндален  | Рафаэль Пуаре            |
| 1999 Контиолахти    | Рикко Гросс              | Франк Лук             | Свен Фишер               |
| 2000 Хольменколлен  | Франк Лук                | Павел Ростовцев       | Рафаэль Пуаре            |
| 2001 Поклюка        | Павел Ростовцев          | Рафаэль Пуаре         | Свен Фишер               |
| 2003 Ханты-Мансийск | Рикко Гросс (2)          | Халвар Ханевольд      | Пааво Пуурунен           |
| 2004 Оберхоф        | Рикко Гросс (3)          | Рафаэль Пуаре         | Уле-Эйнар Бьёрндален     |
| 2005 Хохфильцен     | Уле-Эйнар Бьёрндален     | Сергей Чепиков        | Свен Фишер               |
| 2007 Антерсельва    | Уле-Эйнар Бьёрндален (2) | Максим Чудов          | Венсан Дефран            |
| 2008 Эстерсунд      | Уле-Эйнар Бьёрндален (3) | Максим Чудов          | Александр Вольф          |
| 2009 Пхёнчхан       | Уле-Эйнар Бьёрндален (4) | Максим Чудов          | Александр Ус             |
| 2011 Ханты-Мансийск | Мартен Фуркад            | Эмиль Хегле Свендсен  | Тарьей Бё                |
| 2012 Рупольдинг     | Мартен Фуркад (2)        | Карл-Юхан Бергман     | Антон Шипулин            |
| 2013 Нове-Место     | Эмиль Хегле Свендсен     | Мартен Фуркад         | Антон Шипулин            |
| 2015 Контиолахти    | Эрик Лессер              | Антон Шипулин         | Тарьей Бё                |
| 2016 Хольменколлен  | Мартен Фуркад (3)        | Уле-Эйнар Бьёрндален  | Эмиль Хегле Свендсен     |
| 2017 Хохфильцен     | Мартен Фуркад (4)        | Йоханнес Тиннес Бё    | Уле-Эйнар Бьёрндален     |
| 2019 Эстерсунд      | Дмитрий Пидручный        | Йоханнес Тиннес Бё    | Кантен Фийон Майе        |
| 2020 Антхольц       | Эмильен Жаклен           | Йоханнес Тиннес Бё    | Александр Логинов        |
| 2021 Поклюка        | Эмильен Жаклен (2)       | Себастьян Самуэльссон | Йоханнес Тиннес Бё       |
| 2023 Оберхоф        | Йоханнес Тиннес Бё       | Стурла Холм Легрейд   | Себастьян Самуэльссон    |
| 2024 Нове-Место     | Йоханнес Тиннес Бё (2)   | Стурла Холм Легрейд   | Ветле Шостад Кристиансен |
| 2025 Ленцерхайде    | Йоханнес Тиннес Бё (3)   | Кэмпбелл Райт         | Эрик Перро               |

## Масс-старт 15 км
| Год                 | Золото                   | Серебро              | Бронза               |
| ------------------- | ------------------------ | -------------------- | -------------------- |
| 1999 Хольменколлен  | Свен Фишер               | Владимир Драчёв      | Уле-Эйнар Бьёрндален |
| 2000 Хольменколлен  | Рафаэль Пуаре            | Павел Ростовцев      | Уле-Эйнар Бьёрндален |
| 2001 Поклюка        | Рафаэль Пуаре (2)        | Уле-Эйнар Бьёрндален | Свен Фишер           |
| 2002 Хольменколлен  | Рафаэль Пуаре (3)        | Свен Фишер           | Фруде Андресен       |
| 2003 Ханты-Мансийск | Уле-Эйнар Бьёрндален     | Свен Фишер           | Рафаэль Пуаре        |
| 2004 Оберхоф        | Рафаэль Пуаре (4)        | Ларс Бергер          | Сергей Коновалов     |
| 2005 Хохфильцен     | Уле-Эйнар Бьёрндален (2) | Свен Фишер           | Рафаэль Пуаре        |
| 2007 Антерсельва    | Михаэль Грайс            | Андреас Бирнбахер    | Рафаэль Пуаре        |
| 2008 Эстерсунд      | Эмиль Хегле Свендсен     | Уле-Эйнар Бьёрндален | Максим Чудов         |
| 2009 Пхёнчхан       | Доминик Ландертингер     | Кристоф Зуман        | Иван Черезов         |
| 2011 Ханты-Мансийск | Эмиль Хегле Свендсен (2) | Евгений Устюгов      | Лукас Хофер          |
| 2012 Рупольдинг     | Мартен Фуркад            | Бьёрн Ферри          | Фредрик Линдстрём    |
| 2013 Нове-Место     | Тарьей Бё                | Антон Шипулин        | Эмиль Хегле Свендсен |
| 2015 Контиолахти    | Яков Фак                 | Ондржей Моравец      | Тарьей Бё            |
| 2016 Хольменколлен  | Йоханнес Тиннес Бё       | Мартен Фуркад        | Уле-Эйнар Бьёрндален |
| 2017 Хохфильцен     | Симон Шемпп              | Йоханнес Тиннес Бё   | Симон Эдер           |
| 2019 Эстерсунд      | Доминик Виндиш           | Антонен Гигонна      | Юлиан Эберхард       |
| 2020 Антхольц       | Йоханнес Тиннес Бё (2)   | Кантен Фийон Майе    | Эмильен Жаклен       |
| 2021 Поклюка        | Стурла Холм Легрейд      | Йоханнес Дале        | Кантен Фийон Майе    |
| 2023 Оберхоф        | Себастьян Самуэльссон    | Мартин Понсилуома    | Йоханнес Тиннес Бё   |
| 2024 Нове-Место     | Йоханнес Тиннес Бё (3)   | Андрей Расторгуев    | Кантен Фийон Майе    |
| 2025 Ленцерхайде    | Эндре Стремсхайм         | Стурла Холм Легрейд  | Йоханнес Тиннес Бё   |

## Эстафета 4×7,5 км
| Год                       | Золото                                                                                       | Серебро                                                                                    | Бронза                                                                                |
| ------------------------- | -------------------------------------------------------------------------------------------- | ------------------------------------------------------------------------------------------ | ------------------------------------------------------------------------------------- |
| 1966 Гармиш-Партенкирхен  | Норвегия · Ивар Норкилд · Олав Йордет · Йон Истад · Рагнар Твейтен                           | Польша · Юзеф Рубис · Станислав Лукащик · Станислав Шчепаняк · Юзеф Гонщеница-Собчак       | Швеция · Стуре Олин · Олле Петруссон · Стен Эрикссон · Холмфрид Олссон                |
| 1967 Альтенберг           | Норвегия · Йон Истад · Рагнар Твейтен · Ола Верхауг · Олав Йордет                            | СССР · Александр Тихонов · Виктор Маматов · Ринат Сафин · Николай Пузанов                  | Швеция · Олле Петруссон · Торе Эрикссон · Холмфрид Олссон · Стуре Олин                |
| 1969 Закопане             | СССР · Александр Тихонов · Виктор Маматов · Ринат Сафин · Владимир Гундарцев                 | Норвегия · Йон Истад · Рагнар Твейтен · Магнар Сольберг · Эстен Гьелтен                    | Финляндия · Калеви Вехакула · Маури Роппанен · Мауно Пелтонен · Эско Марттинен        |
| 1970 Эстерсунд            | СССР · Александр Тихонов · Виктор Маматов · Ринат Сафин · Александр Ушаков                   | Норвегия · Тор Свендсбергет · Рагнар Твейтен · Магнар Сольберг · Эстен Гьелтен             | ГДР · Ханс-Гюнтер Ян · Хансйорг Кнауте · Дитер Шпеер · Хорст Кошка                    |
| 1971 Хямеэнлинна          | СССР · Александр Тихонов · Виктор Маматов · Ринат Сафин · Назим Мухитов                      | Норвегия · Тор Свендсбергет · Рагнар Твейтен · Магнар Сольберг · Ивар Норкилд              | Польша · Юзеф Ружак · Анджей Рапач · Александр Клима · Юзеф Стопка                    |
| 1973 Лейк-Плэсид          | СССР · Александр Тихонов · Ринат Сафин · Юрий Колмаков · Геннадий Ковалёв                    | Норвегия · Тор Свендсбергет · Эстен Гьелтен · Рагнар Твейтен · Кьелл Ховда                 | ГДР · Дитер Шпеер · Манфред Гейер · Герберт Виганд · Гюнтер Бартник                   |
| 1974 Минск                | СССР · Александр Тихонов · Александр Ушаков · Николай Круглов · Юрий Колмаков                | Финляндия · Симо Халонен · Хейкки Флейт · Юхани Суутаринен · Хейкки Икола                  | Норвегия · Кьелл Ховда · Каре Ховда · Терье Хансен · Тор Свендсбергет                 |
| 1975 Антерсельва          | Финляндия · Хенрик Флёйт · Симо Халонен · Юхани Суутаринен · Хейкки Икола                    | СССР · Александр Ушаков · Александр Елизаров · Александр Тихонов · Николай Круглов         | Польша · Ян Шпунар · Анджей Рапач · Людвик Земба · Войцех Трухан                      |
| 1977 Вингрум              | СССР · Александр Елизаров · Александр Ушаков · Николай Круглов · Александр Тихонов           | Финляндия · Эркки Антила · Раймо Сеппянен · Симо Халонен · Хейкки Икола                    | ГДР · Манфред Беер · Клаус Зиберт · Франк Ульрих · Манфред Гейер                      |
| 1978 Хохфильцен           | ГДР · Манфред Бер · Франк Ульрих · Клаус Зиберт · Эберхард Рёш                               | Норвегия · Одд Лирхус · Сиглейф Йохансен · Роар Нильсен · Тур Свеннсбергет                 | ФРГ Герхард Винклер Андреас Швайгер Ханси Эстнер Хайнрих Мерингер;                    |
| 1979 Рупольдинг           | ГДР · Манфред Бер · Клаус Зиберт · Франк Ульрих · Эберхард Рёш                               | Финляндия · Симо Халонен · Хейкки Икола · Эркки Антила · Раймо Сеппянен                    | СССР · Владимир Аликин · Владимир Барнашов · Николай К. Круглов · Александр Тихонов   |
| 1981 Лахти                | ГДР · Маттиас Юнг · Маттиас Якоб · Франк Ульрих · Эберхард Рёш                               | ФРГ Петер Ангерер Петер Швайгер Фриц Фишер Франц Вернрайтер                                | СССР · Владимир Аликин · Анатолий Алябьев · Владимир Барнашов · Владимир Гавриков     |
| 1982 Минск                | ГДР · Франк Ульрих · Маттиас Юнг · Маттиас Якоб · Бернд Хельмих                              | Норвегия · Эйрик Квальфосс · Хьелл Сёбак · Одд Лирхус · Рольф Сторсвеен                    | СССР · Владимир Аликин · Анатолий Алябьев · Владимир Барнашов · Виктор Семёнов        |
| 1983 Антерсельва          | СССР · Альгимантас Шална · Юрий Кашкаров · Пётр Милорадов · Сергей Булыгин                   | ГДР · Франк Ульрих · Матиас Юнг · Маттиас Якоб · Франк-Петер Рёч                           | Норвегия · Хьелл Сёбак · Эйрик Квальфосс · Одд Лирхус · Эйвинн Нерхаген               |
| 1985 Рупольдинг           | СССР · Юрий Кашкаров · Альгимантас Шална · Сергей Булыгин · Андрей Зенков                    | ГДР · Франк-Петер Рёч · Маттиас Якоб · Ральф Гётель · Андре Земиш                          | ФРГ Петер Ангерер Вальтер Пихлер Фриц Фишер Херберт Фриценвенгер                      |
| 1986 Хольменколлен        | СССР · Юрий Кашкаров · Дмитрий Васильев · Валерий Медведцев · Сергей Булыгин                 | ГДР · Юрген Вирт · Франк-Петер Рёч · Маттиас Якоб · Андре Земиш                            | Италия · Вернер Ким · Готтлиб Ташлер · Йоханн Пасслер · Андреас Цингерле              |
| 1987 Лейк-Плэсид          | ГДР · Франк-Петер Рёч · Маттиас Якоб · Андре Земиш · Юрген Вирт                              | СССР · Дмитрий Васильев · Юрий Кашкаров · Александр Попов · Валерий Медведцев              | ФРГ Эрнст Райтер Херберт Фриценвенгер Петер Ангерер Фриц Фишер                        |
| 1989 Файстриц-ан-дер-Драу | ГДР · Франк Лук · Андре Земиш · Бирк Андерс · Франк-Петер Рёч                                | СССР · Юрий Кашкаров · Сергей Чепиков · Александр Попов · Сергей Булыгин                   | Норвегия · Гейр Эйнанг · Сюльфест Глимсдаль · Гисле Фенне · Эйрик Квальфосс           |
| 1990 Хольменколлен        | Италия · Пьеральберто Каррара · Вильфрид Палльхубер · Йоханн Пасслер · Андреас Цингерле      | Франция · Кристиан Дюмон · Ксавье Блон · Эрве Фландин · Тьери Жербье                       | ГДР · Франк Лук · Андре Земиш · Марк Кирхнер · Бирк Андерс                            |
| 1991 Лахти                | Германия · Рикко Гросс · Франк Лук · Марк Кирхнер · Фриц Фишер                               | СССР · Юрий Кашкаров · Александр Попов · Сергей П. Тарасов · Сергей Чепиков                | Норвегия · Гейр Эйнанг · Эйрик Квальфосс · Йон Оге Тюллум · Гисле Фенне               |
| 1993 Боровец              | Италия · Вильфрид Палльхубер · Йоханн Пасслер · Пьеральберто Каррара · Андреас Цингерле      | Россия · Валерий Медведцев · Валерий Кириенко · Сергей Тарасов · Сергей Чепиков            | Германия · Свен Фишер · Франк Лук · Марк Кирхнер · Йенс Штайниген                     |
| 1995 Антерсельва          | Германия · Рикко Гросс · Марк Кирхнер · Франк Лук · Свен Фишер                               | Франция · Лионель Лоран · Патрис Байи-Сален · Тьери Дюссер · Эрве Фландин                  | Беларусь · Игорь Хохряков · Александр Попов · Олег Рыженков · Вадим Сашурин           |
| 1996 Рупольдинг           | Россия · Виктор Майгуров · Владимир Драчёв · Сергей П. Тарасов · Алексей Кобелев             | Германия · Рикко Гросс · Петер Зендель · Франк Лук · Свен Фишер                            | Беларусь · Алексей Айдаров · Олег Рыженков · Вадим Сашурин · Александр Попов          |
| 1997 Осрблье              | Германия · Рикко Гросс · Петер Зендель · Свен Фишер · Франк Лук                              | Норвегия · Эгиль Йелланн · Йон Оге Тюллум · Даг Бьёрндален · Уле Эйнар Бьёрндален          | Италия · Рене Каттаринусси · Вильфрид Палльхубер · Патрик Фавр · Пьеральберто Каррара |
| 1999 Контиолахти          | Беларусь · Алексей Айдаров · Пётр Ивашко · Вадим Сашурин · Олег Рыженков                     | Россия · Виктор Майгуров · Владимир Драчёв · Сергей Рожков · Павел Ростовцев               | Норвегия · Халвар Ханеволл · Даг Бьёрндален · Фруде Андресен · Уле Эйнар Бьёрндален   |
| 2000 Лахти                | Россия · Виктор Майгуров · Сергей Рожков · Владимир Драчёв · Павел Ростовцев                 | Норвегия · Эгиль Йелланн · Фруде Андресен · Халвар Ханеволл · Уле Эйнар Бьёрндален         | Германия · Франк Лук · Петер Зендель · Свен Фишер · Рикко Гросс                       |
| 2001 Поклюка              | Франция · Жиль Марге · Венсан Дефран · Жюльен Робер · Рафаэль Пуаре                          | Беларусь · Алексей Айдаров · Александр Сыман · Олег Рыженков · Вадим Сашурин               | Норвегия · Эгиль Йелланн · Фруде Андресен · Халвар Ханеволл · Уле Эйнар Бьёрндален    |
| 2003 Ханты-Мансийск       | Германия · Петер Зендель · Свен Фишер · Рикко Гросс · Франк Лук                              | Россия · Виктор Майгуров · Павел Ростовцев · Сергей Рожков · Сергей Чепиков                | Беларусь · Алексей Айдаров · Владимир Драчёв · Рустам Валиуллин · Олег Рыженков       |
| 2004 Оберхоф              | Германия · Франк Лук · Рикко Гросс · Свен Фишер · Михаэль Грайс                              | Норвегия · Халвар Ханеволл · Ларс Бергер · Эгиль Йелланн · Уле Эйнар Бьёрндален            | Франция · Ферреоль Каннар · Венсан Дефран · Жюльен Робер · Рафаэль Пуаре              |
| 2005 Хохфильцен           | Норвегия · Халвар Ханеволл · Стиан Экхофф · Эгиль Йелланн · Уле Эйнар Бьёрндален             | Россия · Сергей Рожков · Николай Н. Круглов · Павел Ростовцев · Сергей Чепиков             | Австрия · Даниэль Мезотич · Фридрих Пинтер · Вольфганг Роттманн · Кристоф Зуман       |
| 2007 Антерсельва          | Россия · Иван Черезов · Максим Чудов · Дмитрий Ярошенко · Николай Н. Круглов                 | Норвегия · Халвар Ханеволл · Ларс Бергер · Фруде Андресен · Уле Эйнар Бьёрндален           | Германия · Рикко Гросс · Михаэль Рёш · Свен Фишер · Михаэль Грайс                     |
| 2008 Эстерсунд            | Россия · Иван Черезов · Николай Н. Круглов · Дмитрий Ярошенко · Максим Чудов                 | Норвегия · Эмиль Хейле Свендсен · Руне Браттсвеэн · Халвар Ханеволл · Уле Эйнар Бьёрндален | Германия · Михаэль Рёш · Александр Вольф · Андреас Бирнбахер · Михаэль Грайс          |
| 2009 Пхёнчхан             | Норвегия · Эмиль Хейле Свендсен · Ларс Бергер · Халвар Ханеволл · Уле Эйнар Бьёрндален       | Австрия · Даниэль Мезотич · Симон Эдер · Доминик Ландертингер · Кристоф Зуман              | Германия · Михаэль Рёш · Кристоф Штефан · Арнд Пайффер · Михаэль Грайс                |
| 2011 Ханты-Мансийск       | Норвегия · Уле Эйнар Бьёрндален · Александр Ус · Эмиль Хейле Свендсен · Тарьей Бё            | Россия · Антон Шипулин · Евгений Устюгов · Максим Максимов · Иван Черезов                  | Украина · Александр Беланенко · Андрей Дериземля · Сергей Семёнов · Сергей Седнев     |
| 2012 Рупольдинг           | Норвегия · Уле Эйнар Бьёрндален · Руне Браттсвеэн · Тарьей Бё · Эмиль Хейле Свендсен         | Франция · Жан-Гийом Беатрикс · Симон Фуркад · Алексис Бёф · Мартен Фуркад                  | Германия · Симон Шемпп · Андреас Бирнбахер · Михаэль Грайс · Арнд Пайффер             |
| 2013 Нове-Место           | Норвегия · Уле Эйнар Бьёрндален · Хенрик Л’Абе-Лунд · Тарьей Бё · Эмиль Хейле Свендсен       | Франция · Симон Фуркад · Жан-Гийом Беатрикс · Алексис Бёф · Мартен Фуркад                  | Германия · Симон Шемпп · Андреас Бирнбахер · Арнд Пайффер · Эрик Лессер               |
| 2015 Контиолахти          | Германия · Эрик Лессер · Даниель Бём · Арнд Пайффер · Симон Шемпп                            | Норвегия · Уле Эйнар Бьёрндален · Тарьей Бё · Йоханнес Тиннес Бё · Эмиль Хейле Свендсен    | Франция · Симон Фуркад · Жан-Гийом Беатрикс · Кантен Фийон Майе · Мартен Фуркад       |
| 2016 Хольменколлен        | Норвегия · Уле Эйнар Бьёрндален · Тарьей Бё · Йоханнес Тиннес Бё · Эмиль Хейле Свендсен      | Германия · Эрик Лессер · Бенедикт Долль · Арнд Пайффер · Симон Шемпп                       | Канада · Кристиан Гоу · Натан Смит · Скотт Гоу · Брендан Грин                         |
| 2017 Хохфильцен           | Россия · Алексей Волков · Максим Цветков · Антон Бабиков · Антон Шипулин                     | Франция · Жан-Гийом Беатрикс · Кантен Фийон Майе · Симон Дестье · Мартен Фуркад            | Австрия · Даниэль Мезотич · Юлиан Эберхард · Симон Эдер · Доминик Ландертингер        |
| 2019 Эстерсунд            | Норвегия · Ларс Хельге Биркеланн · Ветле Шостад Кристиансен · Тарьей Бё · Йоханнес Тиннес Бё | Германия · Эрик Лессер · Роман Рес · Арнд Пайффер · Бенедикт Долль                         | Россия · Матвей Елисеев · Никита Поршнев · Дмитрий Малышко · Александр Логинов        |
| 2020 Антерсельва          | Франция · Эмильен Жаклен · Мартен Фуркад · Симон Дестье · Кантен Фийон Майе                  | Норвегия · Ветле Шостад Кристиансен · Йоханнес Дале · Тарьей Бё · Йоханнес Тиннес Бё       | Германия · Эрик Лессер · Филипп Хорн · Арнд Пайффер · Бенедикт Долль                  |
| 2021 Поклюка              | Норвегия · Стурла Холм Легрейд · Тарьей Бё · Йоханнес Тинес Бё · Ветле Шостад Кристиансен    | Швеция · Пеппе Фемлинг · Йеспер Нелин · Мартин Понсилоума · Себастьан Самуэльссон          | СБР Саид Каримулла Халили Матвей Елисеев Александр Логинов Едуард Латыпов             |
| 2023 Оберхоф              | Франция · Антонен Гигонна · Фабьен Клод · Эмильен Жаклен · Кантен Фийон Майе                 | Норвегия · Ветле Шостад Кристиансен · Тарьей Бё · Стурла Холм Легрейд · Йоханнес Тиннес Бё | Швеция · Пеппе Фемлинг · Мартин Понсилоума · Йеспер Нелин · Себастьан Самуэльссон     |
| 2024 Нове-Место           | Швеция · Виктор Брандт · Йеспер Нелин · Мартин Понсилоума · Себастьан Самуэльссон            | Норвегия · Стурла Холм Легрейд · Тарьей Бё · Йоханнес Тиннес Бё · Ветле Шостад Кристиансен | Франция · Эрик Перро · Фабьен Клод · Эмильен Жаклен · Кантен Фийон Майе               |
| 2025 Ленцерхайде          | Норвегия · Эндре Стремсхайм · Тарьей Бё · Стурла Холм Легрейд · Йоханнес Тиннес Бё           | Франция · Эмильен Клод · Фабьен Клод · Эрик Перро · Кантен Фийон Майе                      | Германия · Филипп Наврат · Ритмюллер Данила · Йоханнес Кюн · Филипп Хорн              |

## Командная гонка 10 км[3]
| Год                       | Золото                                                                                     | Серебро                                                                           | Бронза                                                                            |
| ------------------------- | ------------------------------------------------------------------------------------------ | --------------------------------------------------------------------------------- | --------------------------------------------------------------------------------- |
| 1989 Файстриц-ан-дер-Драу | СССР · Юрий Кашкаров · Сергей Булыгин · Александр Попов · Сергей Чепиков                   | ФРГ Франц Вуди Херберт Фриценвенгер Георг Фишер Фриц Фишер                        | ГДР · Андреас Хейман · Андре Земиш · Райк Диттрих · Штеффен Хос                   |
| 1990 Хольменколлен        | ГДР · Райк Диттрих · Марк Кирхнер · Бирк Андерс · Франк Лук                                | Чехословакия · Томаш Кос · Иван Масарик · Иржи Голубец · Ян Матоуш                | Франция · Кристиан Дюмон · Стефан Бутьё · Эрве Фландин · Тьери Жербье             |
| 1991 Лахти                | Италия · Хуберт Лейтгеб · Готтлиб Ташлер · Симон Демец · Вильфрид Палльхубер               | Норвегия · Сверре Истад · Йон Оге Тюллум · Ивар Михал Улеклейв · Фруде Лёберг     | СССР · Анатолий Жданович · Сергей П. Тарасов · Сергей Чепиков · Валерий Медведцев |
| 1992 Новосибирск          | Объединённая команда Евгений Редькин Анатолий Жданович Александр Попов Александр Тропников | Норвегия · Фруде Лёберг · Йон Оге Тюллум · Сюльфест Глимсдаль · Гисле Фенне       | Эстония · Айво Удрас · Урмас Калдвеэ · Хиллар Захна · Калью Оясте                 |
| 1993 Боровец              | Германия · Фриц Фишер · Франк Лук · Штеффен Хос · Свен Фишер                               | Россия · Алексей Кобелев · Валерий Кириенко · Сергей Ложкин · Сергей Чепиков      | Франция · Жиль Марге · Тьери Дюссер · Ксавье Блон · Лионель Лоран;                |
| 1994 Кенмор               | Италия · Пьеральберто Каррара · Хуберт Лейтгеб · Андреас Цингерле · Вильфрид Палльхубер    | Россия · Владимир Драчёв · Алексей Кобелев · Валерий Кириенко · Сергей П. Тарасов | Германия · Йенс Штайниген · Марко Моргенштерн · Петер Зендель · Штеффен Хос       |
| 1995 Антерсельва          | Норвегия · Фруде Андресен · Даг Бьёрндален · Халвар Ханеволл · Йон Оге Тюллум              | Чехия · Петр Гарабик · Роман Досталь · Иржи Голубец · Иван Масарик                | Франция · Тьери Дюссер · Франк Перро · Лионель Лоран · Стефан Бутьё               |
| 1996 Рупольдинг           | Беларусь · Пётр Ивашко · Олег Рыженков · Александр Попов · Вадим Сашурин                   | Россия · Владимир Драчёв · Павел Муслимов · Виктор Майгуров · Сергей Рожков       | Италия · Рене Каттаринусси · Хуберт Лейтгеб · Пьеральберто Каррара · Патрик Фавр  |
| 1997 Осрблье              | Беларусь · Олег Рыженков · Пётр Ивашко · Александр Попов · Вадим Сашурин                   | Германия · Карстен Хейман · Марк Кирхнер · Франк Лук · Петер Зендель              | Польша · Веслав Земянин · Ян Земянин · Войцех Козуб · Томаш Сикора                |
| 1998 Хохфильцен           | Норвегия · Эгиль Йелланн · Халвар Ханеволл · Сюльфест Глимсдаль · Уле Эйнар Бьёрндален     | Германия · Рикко Гросс · Карстен Хейман · Свен Фишер · Франк Лук                  | Россия · Владимир Драчёв · Алексей Кобелев · Сергей Рожков · Виктор Майгуров      |

## Неофициальный командный зачёт[4]
| Год              | Золото                                                                   | Серебро                                                                       | Бронза                                                                |
| ---------------- | ------------------------------------------------------------------------ | ----------------------------------------------------------------------------- | --------------------------------------------------------------------- |
| 1958 Зальфельден | Швеция · Адольф Виклунд · Улле Гуннериуссон · Стуре Олин · Свен Нильссон | СССР · Виктор Бутаков · Валентин Пшеницын · Дмитрий Соколов · Александр Губин | Норвегия · Арвид Нюберг · Асбьёрн Баккен · Кнут Волл · Рольф Гретеруд |
| 1959 Курмайор    | СССР · Владимир Меланьин · Дмитрий Соколов · Валентин Пшеницын           | Швеция · Свен Агге · Адольф Виклунд · Стуре Олин                              | Норвегия · Кнут Волл · Хенри Хермансен · Ивар Скогсруд                |
| 1961 Умео        | Финляндия · Калеви Хуусконен · Пааво Репо · Антти Тюрвяйнен              | СССР · Александр Привалов · Валентин Пшеницын · Дмитрий Соколов               | Швеция · Клас Лестандер · Таге Лундин · Стиг Анерссон                 |
| 1962 Хямеэнлинна | СССР · Владимир Меланьин · Валентин Пшеницын · Николай Пузанов           | Финляндия · Антти Тюрвяйнен · Ханну Рости · Калеви Хуусконен                  | Норвегия · Йон Истад · Олав Йордет · Хенри Хермансен                  |
| 1963 Зеефельд    | СССР · Владимир Меланьин · Николай Мещеряков · Валентин Пшеницын         | Финляндия · Антти Тюрвяйнен · Ханну Рости · Вейкко Хакулинен                  | Норвегия · Йон Истад · Олав Йордет · Эгиль Нюгор                      |
| 1965 Эльверум    | Норвегия · Олав Йордет · Ула Верхауг · Ивар Норкилд                      | СССР · Николай Пузанов · Владимир Меланьин · Василий Макаров                  | Польша · Станислав Шчепаняк · Юзеф Рубис · Юзеф Гонщеница-Собчак      |